# تعاونية البوزيدية (الكعدة)
تعاونية البوزيدية هو دُوَّار يقع بجماعة عين البيضاء، عمالة فاس، جهة فاس مكناس في المملكة المغربية. ينتمي الدوّار لمشيخة الكعدة التي تضم 5 دواوير. يقدر عدد سكانه بـ 528 نسمة حسب الإحصاء الرسمي للسكان والسكنى لسنة 2004.

## روابط خارجية
- البوابة الوطنية للجماعات الترابية نسخة محفوظة 12 مارس 2018 على موقع واي باك مشين.
- المندوبية السامية للتخطيط